# FC Cahul 2005
El FC Cahul-2005 es un club de fútbol de Moldavia de la ciudad de Cahul. Fue fundado en 2005 y juega en la Divizia A, la segunda división del fútbol moldavo.

## Temporadas
| Año     | Div.      | Pos. | PJ. | PG | PE | PP | GF | GC | Pts. | Copa de Moldavia | Europa | Europa | Goleador (Liga) | Entrenador       |
| ------- | --------- | ---- | --- | -- | -- | -- | -- | -- | ---- | ---------------- | ------ | ------ | --------------- | ---------------- |
| 2006–07 | 3.ª (Sur) | 1    | 22  | 19 | 2  | 1  | 72 | 13 | 59   | Octavos de final | —      | —      |                 | Vasile Porosenco |
| 2007–08 | 2.ª       | 8    | 32  | 14 | 5  | 13 | 44 | 43 | 47   | Segunda ronda    | —      | —      |                 | Vasile Porosenco |
| 2008–09 | 2.ª       | 6    | 30  | 16 | 5  | 9  | 35 | 18 | 53   | Segunda ronda    | —      | —      |                 | Vasile Porosenco |
| 2009–10 | 2.ª       | 4    | 30  | 16 | 5  | 9  | 44 | 33 | 53   | Segunda ronda    | —      | —      |                 | Vasile Porosenco |
| 2010–11 | 2.ª       | 7    | 28  | 13 | 5  | 10 | 35 | 40 | 44   | Cuartos de final | —      | —      |                 | Vasile Porosenco |

## Palmarés
- Divizia B

Campeón (4) : (2006–07, 2012–13, 2014–15, 2016–17)